# Barsauma
Barsauma (siríac: ܒܪܨܘܡܐ, Barsauma) (Şanlıurfa, segle v - Nísibis, 491) va ser bisbe metropolità de Nísibis al segle v, i una figura important en la història de l'Església de Pèrsia. Polític capaç, mantingué bones relacions amb Peroz I, rei de l'Imperi Sassànida de Pèrsia, i va exercir una gran influència en l'Església d'Orient. Com a tal, es va trobar sovint en conflicte amb el catolicós o patriarca de l'Església de Pèrsia, primer amb Babowai i després amb Acaci. Sota la seva direcció, l'església es va allunyar de les lleialtats romanes i s'alineà cada cop més amb el moviment nestorià, declarat herètic a l'Imperi Romà.

## Història
Barsauma havia estat professor a l'Escola d'Edesa al principi de la seva carrera, on el seu mentor havia estat Ibas. Barsaûma va ser expulsat amb Ibas i altres eclesiàstics pel seu suport als ensenyaments nestorians declarats herètics al Primer Concili d'Efes en el 431. Tot i que Ibas va ser absolt de l'heretgia al Concili de Calcedònia l'any 451, després de la seva mort l'any 457 els seus col·laboradors es van veure expulsats dels seus llocs un cop més. Barsauma i altres seguidors d'Ibas es va traslladar a la Pèrsia sassànida, on la perseguida església local s'havia declarat independent de totes les altres esglésies.
Barsaûma va esdevenir bisbe metropolità de Nísibis, una de les cinc grans arxidiòcesis de l'Església d'Orient. Ràpidament va esdevenir un dels favorits del rei Peroz I, qui preferia la seva postura compatible amb la de Babowai, catolicós de Selèucia-Ctesifont i cap de l'Església persa, a qui considerava un traïdor pro-romà. Amb el temps i la relació Barsauma-Babowai va anar creixent en antagonisme. Barsauma va tenir un paper decisiu en la caiguda de Babowai, la qual cosa en última instància conduí a l'execució d'aquest últim per part de Peroz en el 484.
Després de la mort de Babowai, Barsauma va esdevenir la figura més poderosa de l'Església persa, encara que mai va ser elevat a la posició de catolicós o patriarca. Va aplicar una política pro-persa, d'interacció anti-romana, i sota la seva direcció, l'Església va adoptar una teologia més nestoriana, encara que mai totalment adherida a la doctrina en la seva vida. Va dirigir el Sínode de Bet Lapat en 484, el que va portar a l'església a adoptar alguns dels ensenyaments nestorians, i va aconseguir que l'església reconegués Teodor de Mopsuèstia, el mentor de Nestori, com a autoritat espiritual en el 486, amb la qual cosa va preparar l'escenari per a futurs desenvolupaments.
En el 485, els enemics polítics de Barsauma, consagraren el clergue moderat Acaci com a patriarca, amb l'esperança que anava a impedir la presa de possessió de l'Església d'Orient pels nestorians, però Acaci, tot i baralles freqüents amb Barsauma, no va poder impedir la victòria de la poderosa facció nestoriana. Un sínode celebrat a Beth Edrai sota la presidència d'Acaci el 485 atrinxerà el nestorianisme dins de l'Església d'Orient.